# Nowe Moskule
Nowe Moskule (dawn. Moskule Nowe) – od 1988 roku osiedle w północnej części Łodzi, w dzielnicy Bałuty. Administracyjnie wchodzi w skład osiedla Wzniesień Łódzkich. Jest to niewielkie osiedle o skrajnie peryferyjnym położeniu. Leży wzdłuż ulicy Moskule, przy samej granicy miasta. W przedłużeniu droga prowadzi na wieś Dobra-Nowiny.
Dawniej do wsi Nowe Moskule należała także odległa eksklawa, odpowiadająca południowej części dzisiejszego osiedla Moskule, którą do Łodzi włączono już w 1946 roku.

## Historia
Dawniej samodzielna wieś, od 1867 w gminie Dobra w powiecie brzezińskim. Pod koniec XIX wieku Nowe Moskule liczyły 190 mieszkańców. W okresie międzywojennym należały do powiatu brzezińskiego w woj. łódzkim. W 1921 roku liczba mieszkańców Moskuli Nowych wynosiła 182. 1 września 1933 Moskule Nowe utworzyły gromadę w granicach gminy Dobra. 
Podczas II wojny światowej włączone do III Rzeszy. Po wojnie Nowe Moskule powróciły do powiatu brzezińskiego w woj. łódzkim. 13 lutego 1946 odłączono od nich odległą eksklawę i włączono ją do Łodzi. Nowe Moskule stanowiły odtąd jedną z 18 gromad gminy Dobra. W związku z reorganizacją administracji wiejskiej jesienią 1954, Nowe Moskule weszły w skład nowej gromady Dobra. W 1971 roku ludność wsi wynosiła 246.
Od 1 stycznia 1973 w gminie Stryków w powiecie łódzkim. W latach 1975–1987 miejscowość należała administracyjnie do województwa łódzkiego.
1 stycznia 1988 Nowe Moskule (161,72 ha) włączono do Łodzi.